# Pargasiet

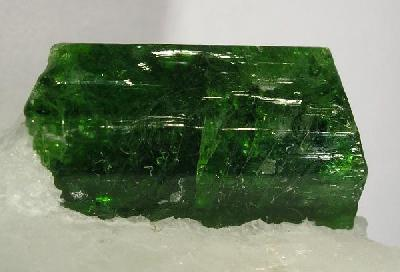
Pargasiet

Het mineraal pargasiet is een inosilicaat met de chemische formule NaCa2Mg3Fe2+Si6Al3O22(OH)2. Het behoort tot de groep van de amfibolen.

## Eigenschappen
Het blauwgroene, donkergroene of (licht)bruine pargasiet heeft een glasglans en een witte streepkleur. Het kristalstelsel is monoklien en de splijting is perfect volgens de kristalvlakken [110] en [010]. De gemiddelde dichtheid is 3,12 en de hardheid is 6. Pargasiet is niet radioactief.

## Naamgeving
Het mineraal pargasiet is genoemd naar de eerste vindplaats, de plaats Pargas in Finland.

## Voorkomen
Zoals andere amfibolen is ook pargasiet een mineraal dat gevonden wordt in stollings- en metamorfe gesteenten.